# Noccaea crantzii
Noccaea crantzii är en korsblommig växtart som beskrevs av Friedrich Karl Meyer. Noccaea crantzii ingår i släktet backskärvfrön, och familjen korsblommiga växter. Inga underarter finns listade i Catalogue of Life.

## Bildgalleri

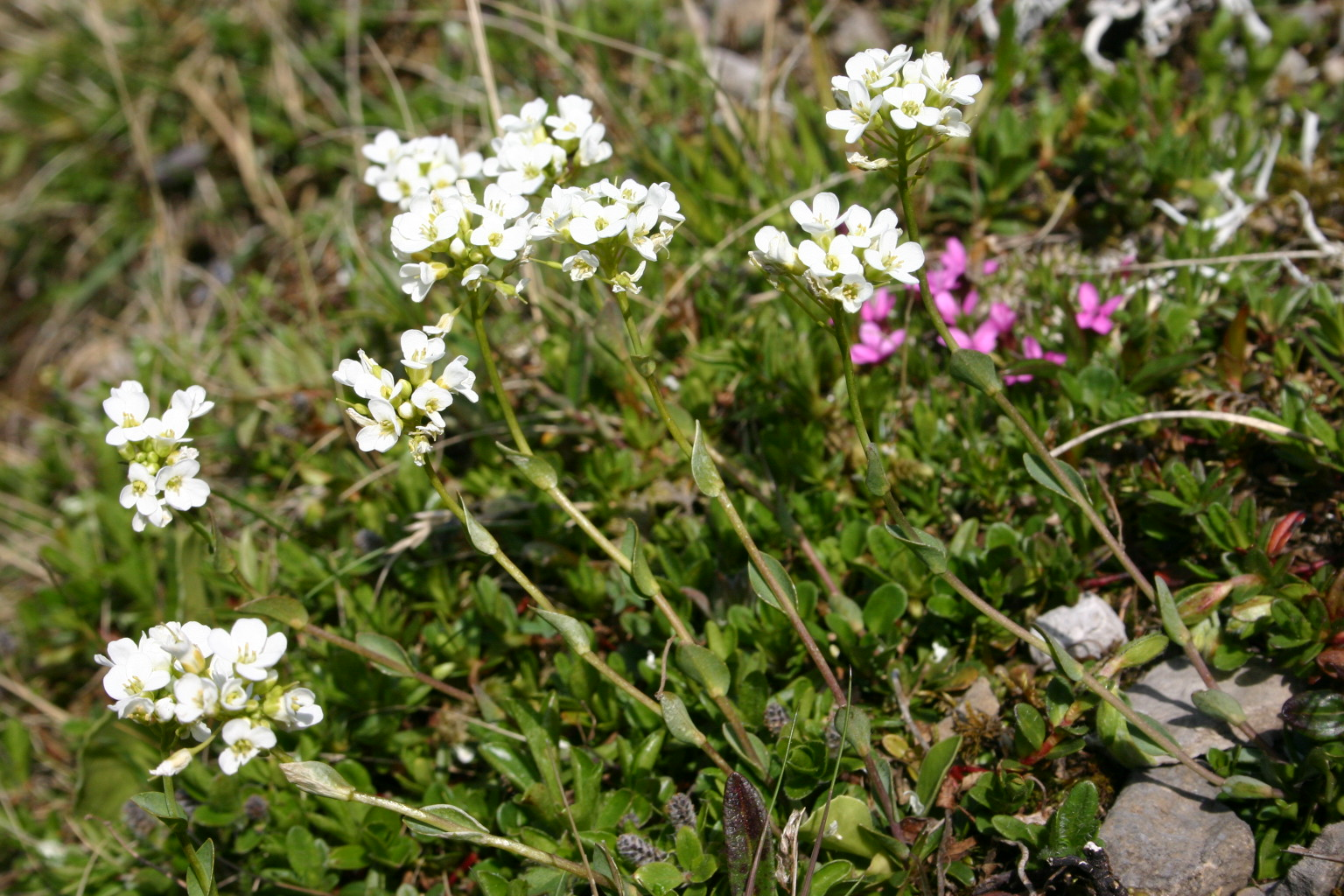
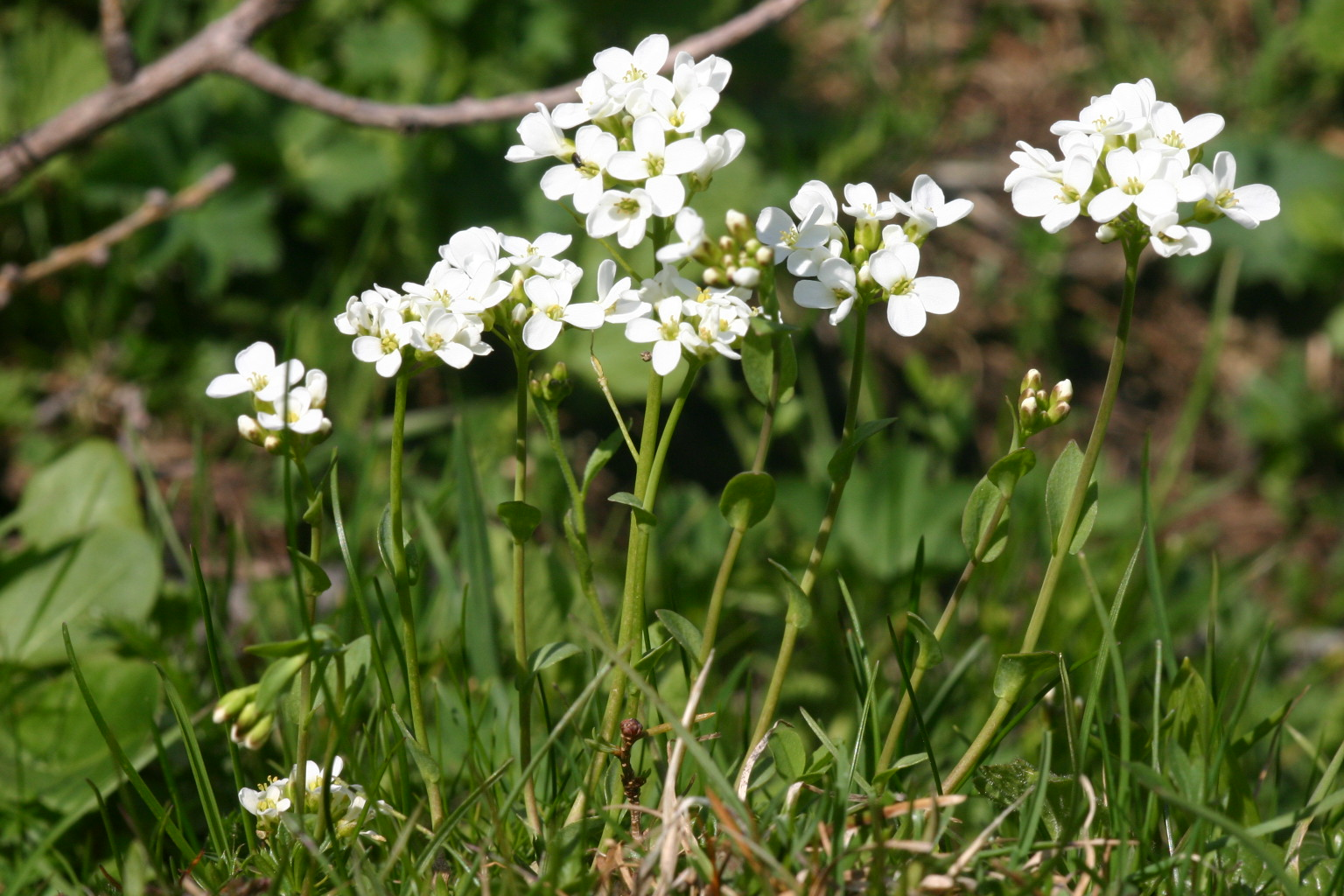
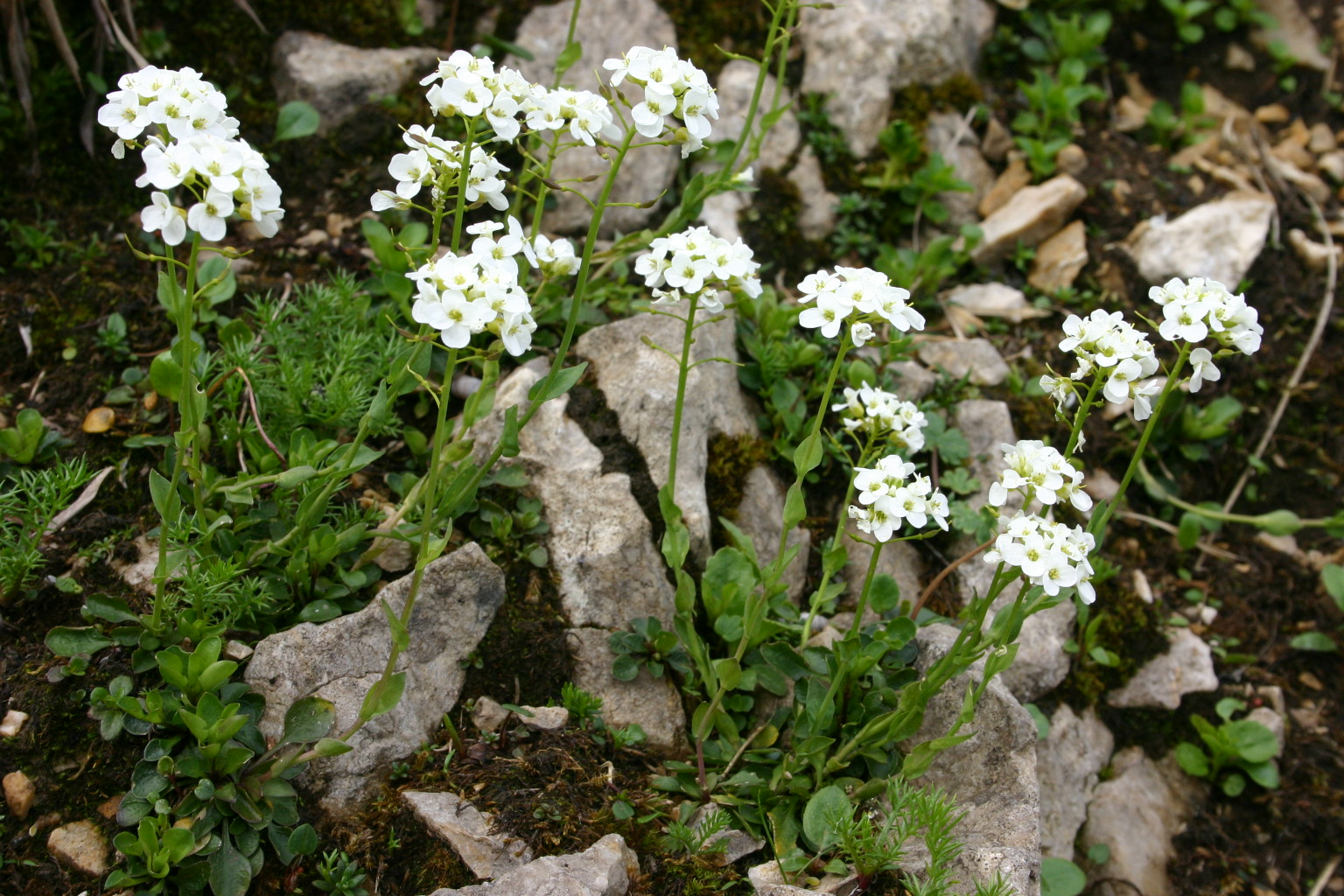
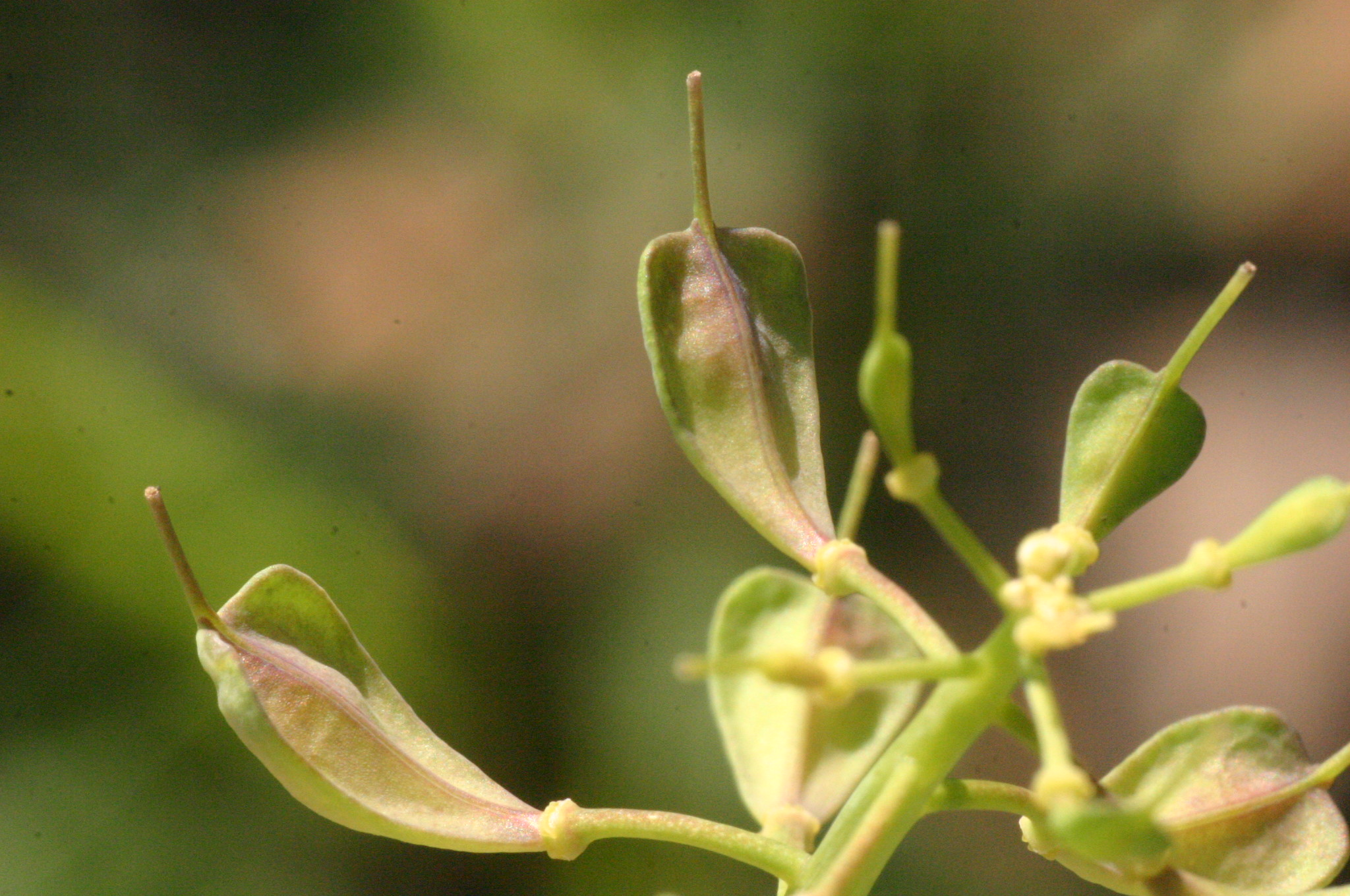
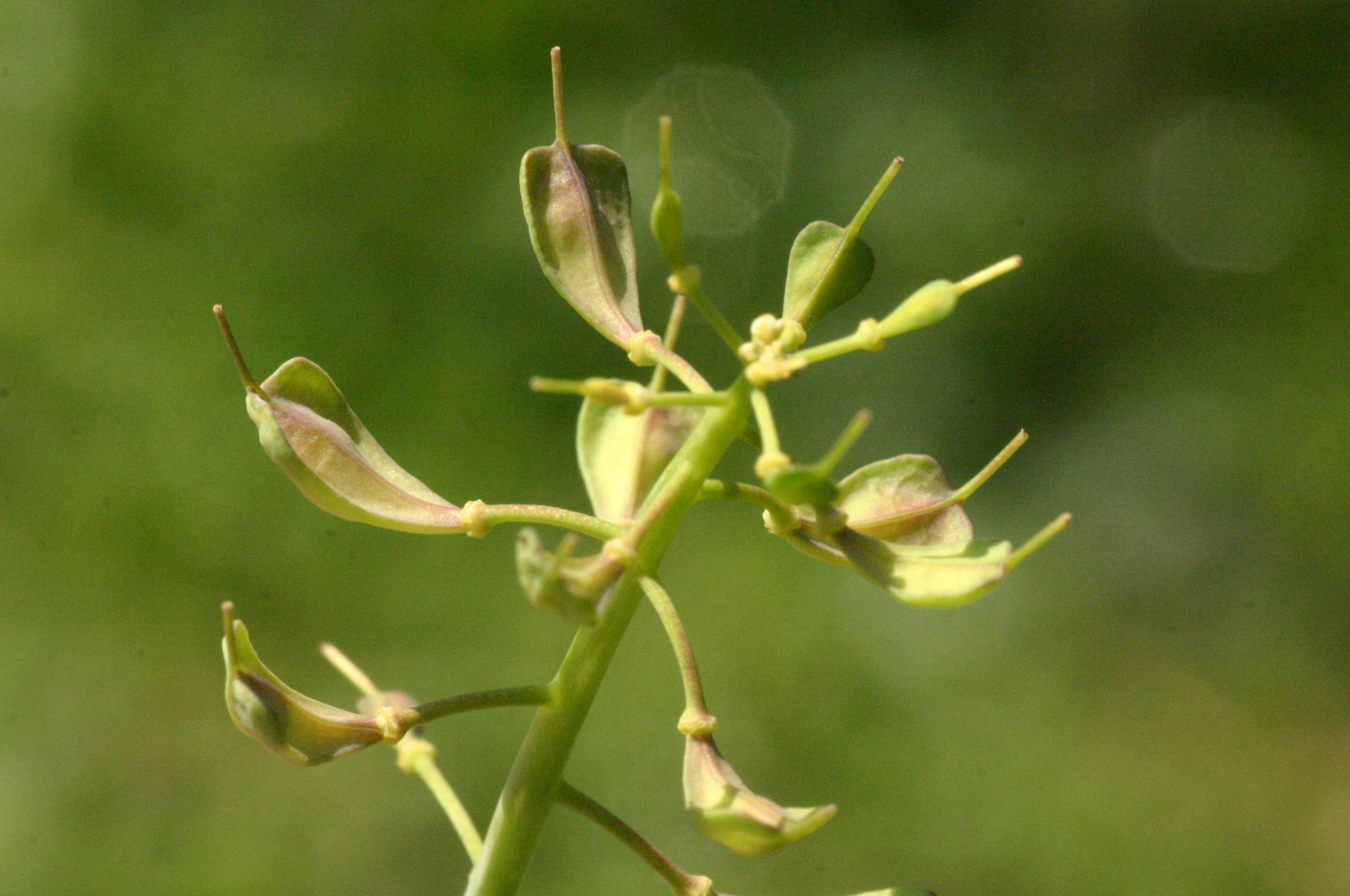
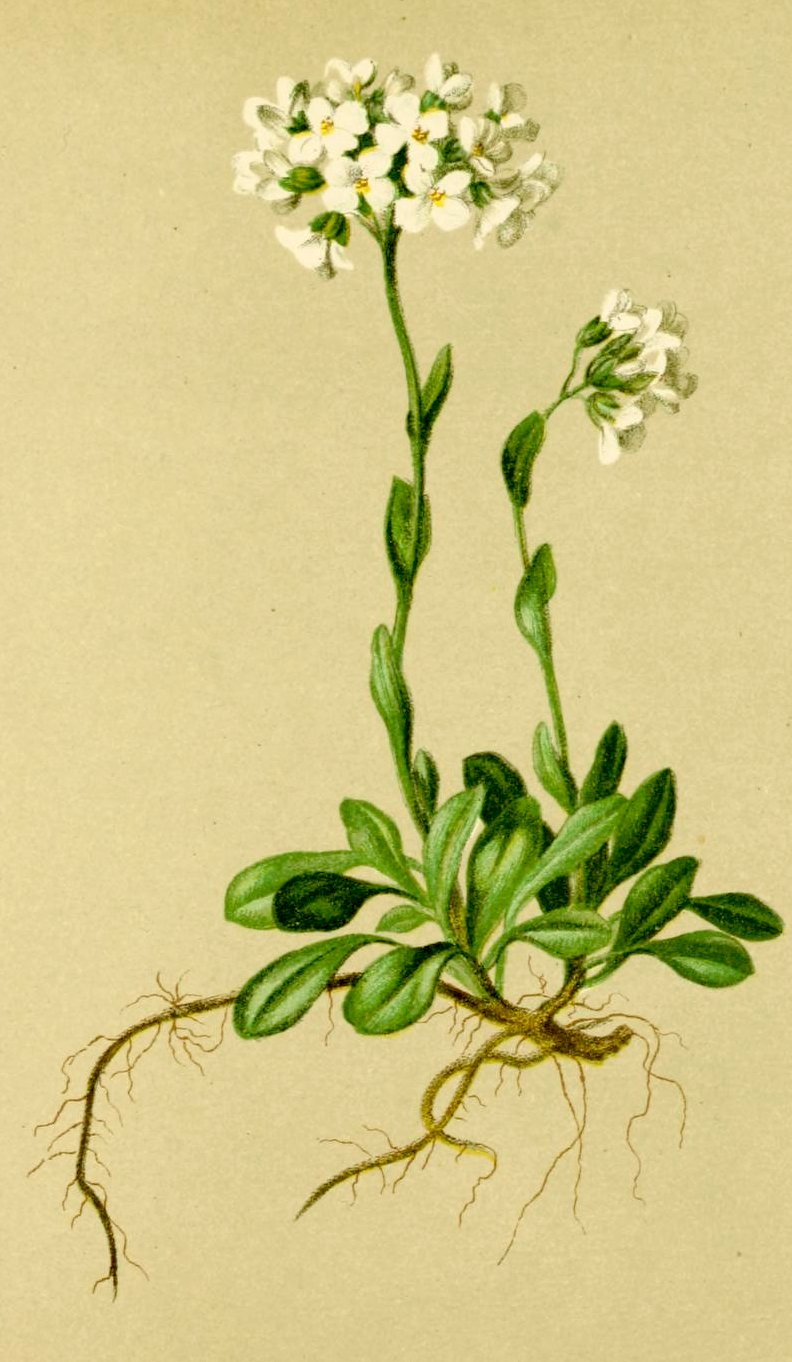